# 염길정
염길정(廉吉正, 1938년 11월 21일 ~ 1996년 4월 11일)은 대한민국의 정치인이다. 제11·12대 국회의원을 지냈다.

## 학력
- 영천대창국민학교
- 영남고등학교
- 서울대학교 문리대학ㆍ신문대학원ㆍ행정대학원

## 경력
- 한국일보정치부
- 감사원대변인
- 국보위문공위원
- 입법회의전문위원
- 민정당부대변인
- 국회문공위간사
- 국회내무ㆍ운영ㆍ건설ㆍ예결위원ㆍ농수산위간사
- KBS자문위원
- 민정당중앙위문화ㆍ홍보위장ㆍ국책분석위원ㆍ교자특위장
- 국회경과위원장
- 제11대 국회의원(영천시 영천 경산) 민주정의당
- 제12대 국회의원(영천시 영천 경산) 민주정의당

## 역대 선거 결과
|  | 31.98% |

|  | 31.50% |

|  | 22.39% |

|  | 12.79% |